# エンジニアナビ
ENGINEER NAVI（エンジニアナビ）とは、株式会社ベインキャリージャパンが運営する、フリーランス・フリーエンジニア向けのIT求人案件、仕事情報のウェブサイトである。

## 概要
東京都、神奈川県、埼玉県、千葉県など首都圏を中心としたIT専門の案件情報を掲載している。掲載職種は、プログラマやシステムエンジニア、Webデザイナーやディレクター、インフラエンジニアなど。

## 沿革
- 2009年10月－フリーエンジニアのための営業支援サイト「Engineer NAVI」としてサービス開始。
- 2011年9月－フリーランス、フリーエンジニアの方向けのIT求人 案件検索サイト「Engineer NAVI」へリニューアル。